# Miika Koppinen
Miika Johannes Koppinen (Kokkola, 5 luglio 1978) è un ex calciatore finlandese, di ruolo difensore.

## Carriera

### Club
Il 6 novembre 2014 ha annunciato il proprio ritiro dall'attività professionistica.